# Das Mondkalb
Das Mondkalb (Originaltitel: Way … Way Out) ist eine US-amerikanische Science-Fiction-Komödie von Gordon Douglas aus dem Jahr 1966 mit Jerry Lewis, der für den ursprünglich im Drehbuch vorgesehenen Jack Lemmon einsprang, und Connie Stevens in den Hauptrollen. Die deutsche Premiere fand am 20. Dezember 1966 statt.

## Handlung
Im Jahr 1989 herrscht Frieden auf der Erde. Ein Eklat auf dem Mond lässt die Beziehungen zwischen den USA und der UdSSR wanken. Die Sowjets beklagen sich, dass die Wetternauten der amerikanischen Mond-Wetterstation die sowjetische Kosmonautin Anoushka (Anna Soblova), welche in der sowjetischen Mondstation arbeitet, belästigt hätten. Die beiden Amerikaner Hoffman and Schmidlap, die ein Jahr in ihrer Mond-Wetterstation isoliert waren, sind wegen ihrer Trennung vom weiblichen Geschlecht völlig durchgedreht und es kam zu einem Zwischenfall homoerotischer Natur.
Um weitere Vorfälle zu vermeiden, will Harold Quonset, Leiter der amerikanischen Weltraumorganisation NAWA, ein verheiratetes Paar auf die Station schicken. Als das ausgewählte Paar sich zerstreitet und die Reise verweigert, wird der trottelige, unverheiratete Meteorologe Peter Mattemore ausgewählt. Mattemore, der sich bisher erfolgreich vor jeder richtigen Mission gedrückt hat, soll innerhalb von drei Tagen eine qualifizierte Kollegin heiraten, um mit ihr zum Mond zu fliegen. Seine Wahl fällt auf die gutaussehende Eileen Forbes, die sich zunächst weigert, zumal Peter einen sehr zwielichtigen Ruf hat. Sie entschließt sich schlussendlich doch ihn zu heiraten, da sie unbedingt auf den Mond will.
Nach einer Blitzhochzeit im Aufzug fliegen sie zum Mond und lösen die inzwischen völlig durchgedrehten Kollegen ab. Bereits am ersten Abend kommt es zum Streit, weil sie sich weigert, im selben Bett zu schlafen. Dies würde ihre Abmachung (eine reine Zweckehe) brechen. Doch kaum haben sie sich hingelegt, erscheint die sowjetische Kosmonautin Anoushka Slobovna in der amerikanischen Station und bittet um Obdach, um ihren Partner Igor Baklanikow zu ärgern. Anoushka, die sich sehr aufreizend benimmt, will Igor zu einer Heirat bewegen, um nicht länger nur Partnerin zu sein.
Als Igor in der Station auftaucht, beginnt eine wilde russische Party mit viel Instant-Wodka und ungehemmtem Handeln. Als die Mattemores 36 Stunden später völlig verkatert erwachen, erfahren sie, dass die Russen die Station womöglich sabotiert haben, da auf der Erde der Kalte Krieg neu entfacht ist. Als Igor wieder in die Station kommt, um nach der schlafenden Anoushka zu sehen, schlägt Peter ihn k.o. Als sich die Krise als Fehlalarm entpuppt, entfesseln die Mattemores den bewusstlosen Igor wieder, um die Situation zu retten.
Während Igor und Anoushka im Bett liegen, erzählt diese ihm, dass sie schwanger sei. Igor willigt nun doch ein, sie zu heiraten. Während die Sowjetunion feiert, ist die amerikanische Seite deprimiert, da die Russen sie auch in dieser Hinsicht überholt haben. Eileen lügt und erzählt, dass sie auch schwanger sei und ebenso lange wie Anoushka. Als die Amerikaner nun auch feiern, bemerkt Peter, dass dies nicht wahr sein kann. Eileen, die Anoushka geraten hat, Igor anzuschwindeln, weiß natürlich, dass keine der beiden schwanger ist. Doch da sie sich inzwischen wirklich in Peter verliebt hat (da dieser bereit war, sich auf der Party für sie zu prügeln), ist sie auch bereit, mit ihm richtig zusammen zu sein. Am Ende versuchen beide Paare, sich gegenseitig zu übertrumpfen, das erste Mondkind zu bekommen.

## Synchronisation
Die Synchronisation fand durch die Berliner Synchron GmbH unter der Leitung von Klaus von Wahl statt.
| Darsteller     | Sprecher      | Rolle             |
| -------------- | ------------- | ----------------- |
| Connie Stevens | Ursula Heyer  | Eileen Forbes     |
| Dennis Weaver  | Rolf Schult   | Hoffman           |
| Dick Shawn     | Rainer Brandt | Igor Valkleinokov |
| Jerry Lewis    | Horst Gentzen | Peter Mattemore   |
| Robert Morley  | Erich Fiedler | Harold Quonset    |
| Anita Ekberg   | Herta Kravina | Anna Soblova      |

## Kritik
Kino.de resümierte: „Der Film erfreut alles in allem mit seinem Sixties-Look und ‚Austin Powers‘-würdigem Humor und überaus sexy Auftritten von Connie Stevens und Anita Ekberg. Dick Shawn überzeugt daneben mit russischem Akzent als Lewis’ russischer Weltraumkollege.“ Das Lexikon des internationalen Films urteilte dagegen: „Im Jahre 1994 angesiedelter zäher Weltraum- und Schlafzimmerklamauk mit eher verunglückten gesellschaftskritischen Ansätzen.“ Cinema.de sieht es ähnlich: „Der Klamauk voller verklemmter Sexwitzchen […] gehört zu den schwächsten Filmen des Komikers [Jerry Lewis].“ Der Evangelische Filmbeobachter bezeichnete den Streifen lapidar als „annehmbare Unterhaltung“.